# Anticul și Mistic Ordin al Roza-Crucii
Anticul și Mistic Ordin al Roza-Crucii (AMORC), cunoscut și ca Ordinul Roza-Cruce, este cea mai mare organizație rozacruciană din lume. Acesta are o diversitate de loje, capitule și alte organisme afiliate, pe întreaga planetă și funcționează în 19 limbi diferite. AMORC declară o asociere cu o „filozofie perenă”, denumită adesea „Tradiția primordială” . Ordinul precizează că este moștenitorul și custodele „Roza-Crucii” din trecut, fiind astfel cea mai veche Fraternitate Tradițională și o manifestare modernă a vechii „Fraternități Rozacruciene”, despre care se crede că își avea originea în tradițiile Școlilor de Mistere din Egiptul antic. Se spune că Misterele antice au fost păstrate de-a lungul mileniilor de către societăți secrete închise până în primii ani ai Europei secolului al XVII-lea. În acele vremuri, conform mitologiei interne AMORC, a fost momentul potrivit pentru ca existența acestei cunoașteri secrete să devină deschisă, adică revelată lumii, sub forma Manifestelor rozacruciene.
În cartea sa, Silentium Post Clamores (1617), Michael Maier, renumitul rozacrucian al secolului al XVII-lea, a descris originile rozacrucianismului ca „egiptene, brahmanice, provenind din misterele de la Eleusis și de la Samotrace, de la magii Persiei, de la pitagoreici și arabi”. De asemenea, mai multe lucrări ale sale sugerează originile misterioase ale rozacrucienilor. 
Astăzi, AMORC se vede ca reprezentând un „ciclu deschis” al anticei Tradiții rozacruciene, afirmând că existența sa este o „reactivare” a învățăturilor rozacruciene în Statele Unite ale Americii, după adormirea coloniilor rozacruciene anterioare din Statele Unite.
AMORC se prezintă ca un ordin mondial fratern, filozofic și umanist, nesectar și apolitic, dedicat „studiului misterelor eluzive ale vieții și universului”. Este deschis atât pentru bărbați cât și femei, care au vârsta adultă legală (18 ani în majoritatea țărilor), indiferent de aspirațiile religioase ale acestora.

## Denumirea
Denumirea AMORC este o abreviere a titulaturii latine Antiquus Mysticusque Ordo Rosæ Crucis („Anticul și Mistic Ordin al Roza-Crucii” – având ca sursă inițială „Antiquus Arcanus Ordo Rosae Rubeae et Aureae Crucis”). Harvey Spencer Lewis, un scriitor și mistic care a reactivat AMORC în Statele Unite ale Americii, a scris că „încă de la început și odată cu publicarea primului manifest public, a fost folosită denumirea corectă a organizației rozacruciene internaționale, anume, Anticul și Mistic Ordin al Roza-Crucii. Aceasta este o formă ușor abreviată a denumirii latine originale, Antiquus Arcanus Ordo Rosae Rubeae et Aureae Crucis, iar inițialele A.M.O.R.C. au fost folosite imediat la fel ca și simbolul adevărat și original al Ordinului Roza-Cruce – crucea aurită cu o singură roză în centru”. AMORC deține drepturile legale asupra titlurilor menționate anterior, inclusiv asupra titlului „Ordinul Roza-Cruce”.

## Învățături
Învățăturile AMORC cuprind ceea ce s-ar putea numi „Științe sacre” și includ idei având la bază marii filozofi, în special Pitagora, Thales, Solon, Heraclit, Democrit. Aceste învățături sunt împărțite în „Grade” care sunt grupate în secțiuni având denumiri ca Postulant, Neofit și Inițiat. Gradele cuprind diverse domenii legate de existența fizică, mentală, psihică și spirituală, precum fizica, metafizica, biologia, psihologia, religia comparată, tehnicile tradiționale de vindecare, sănătatea, intuiția, percepția extrasenzorială, alchimia materială și spirituală, meditația, arhitectura sacră, simbolismul și acea stare mistică a conștiinței legată de experiența unității cu Divinul.

## Organizare și structură
AMORC este o organizație mondială, fondată în Statele Unite ale Americii, ca organizație non-profit de interes public, cu scopul specific principal de avansare a cunoașterii istoriei, principiilor și învățăturilor sale în scopuri caritabile, educaționale și științifice. În mare parte este finanțată prin cotizațiile plătite de membrii săi. Veniturile sunt folosite de organizație pentru plata cheltuielilor, dezvoltarea de programe noi, extinderea serviciilor și realizarea lucrărilor educaționale.
Sediile organizaționale în diferite jurisdicții ale AMORC sunt denumite „Mari Loji” sau „Administrații”, după caz. Toate Marile Loji și Administrațiile sunt guvernate de către Marea Lojă Supremă a AMORC.
La nivel local, membrii AMORC înființează grupuri afiliate mai mici sub formă de Lojă, Capitul, Pronaos sau Grup Atrium. Aceste denumiri diferă în funcție de numărul de membri cu participare regulată, din fiecare grup. Participarea în aceste grupuri este opțională, iar participanții își mențin calitatea esențială de membri ai Mari Loji respective. Unele dintre aceste grupuri aplică taxe suplimentare participanților pentru cheltuielile cu chiria, utilitățile și mentenanța. Majoritatea organizațiilor afiliate ale AMORC susțin întâlniri deschise sau lecturi la care publicul este invitat. Fiecare Mare Lojă AMORC are propriul sediu.

## Istorie

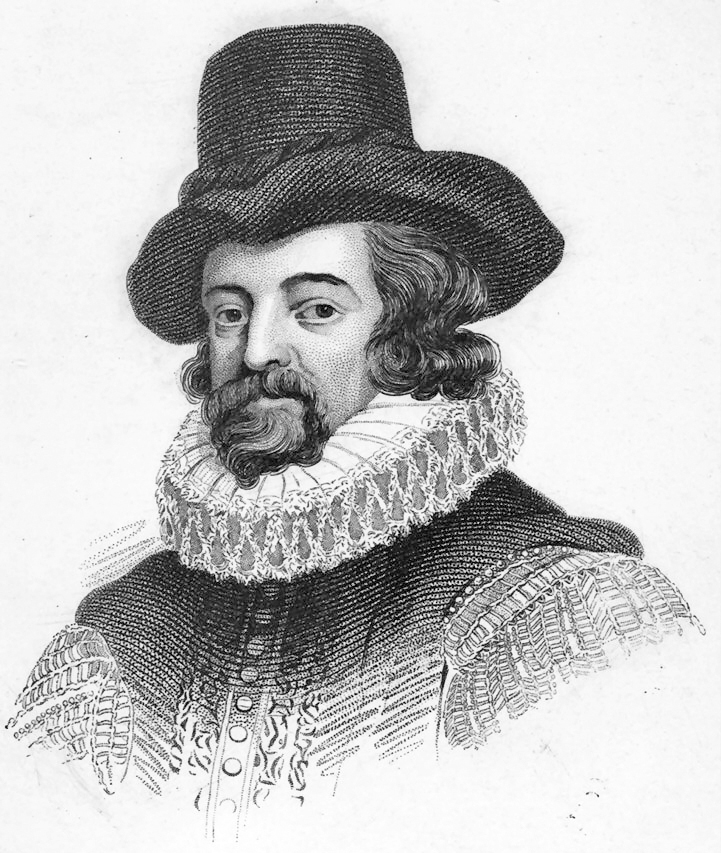
Francis Bacon, un Imperator al Ordinului rozacrucian (după cum susține AMORC)

Conform istoriei AMORC interne, în anul 1909 Harvey Spencer Lewis, vizitând Franța în căutare de rozacrucieni, a fost inițiat în orașul Toulouse și i s-a acordat mandatul de a înființa un ordin în America de Nord. După calificare și pregătire ulterioară, a fost emis primul Manifest oficial din Statele Unite, în anul 1915, anunțând începerea activității rozacruciene în America.

## Activități publice

### Jurnalul Rose+Croix
Jurnalul Rose+Croix al AMORC este „un jurnal electronic internațional, inter-disciplinar, trans-disciplinar, de evaluare colegială care se dedică subiectelor legate de științe, istorie, arte, misticism și spiritualitate, în special subiecte inter-disciplinare și întrebări trans-disciplinare care depășesc limitele diverselor domenii de studiu. Aceste subiecte pot fi legate de oricare artă și știință și/ sau de alte domenii incipiente ale năzuinței umane” (din Jurnalul Rose+Croix  http://www.rosecroixjournal.org). Situl jurnalului are de asemenea, o secțiune de resurse cu cele șase Manifeste rozacruciene, Simbolurile secrete ale rozacrucienilor, Documente rozacruciene, ediții electronice ale publicației Rosicrucian Digest etc. Sunt solicitate articole pentru publicare, atât din partea membrilor cât și din partea publicului.

### Prezența multimedia și internet
Potrivit tradiției AMORC, când a fost inițiat în anul 1909, Harvey Spencer Lewis a primit mandatul rozacrucienilor din Toulouse de a face tradiția disponibilă și pe înțelesul femeilor și bărbaților moderni. Urmărind acest mandat, Harvey Spencer Lewis și apoi Ralph M. Lewis, au folosit toate tehnologiile pe care le-au avut la dispoziție pentru a duce la îndeplinirea acestui lucru. Un exemplu a fost postul radio al lui Harvey Spencer Lewis, care transmitea din biroul său, din Parcul Rozacrucian, iar mai înainte, din sediile anterioare din orașele americane Tampa și San Francisco. Transmisiunile din San Jose au început în 15 februarie 1928 și erau realizate prin intermediul a două turnuri radio înalte de 30 de metri, aflate în parc. Ulterior s-a renunțat la acestea, iar astăzi, Ordinul comunică utilizând medii mai moderne:
- Situri internet pentru toate jurisdicțiile internaționale ale AMORC care asigură acum acces instantaneu la informații și resurse pentru membri și pentru public.[3]

Prezența publică a rozacrucienilor în Europa s-a realizat prin publicarea a trei manifeste. AMORC a introdus un al patrulea manifest, Positio Fraternitatis Rosæ Crucis, la o convenție rozacruciană din Suedia, care a avut loc în anul 2001, luna august. Manifestul Positio oferă observațiile AMORC asupra problemelor lumii moderne, precum și soluțiile propuse. Acesta se încheie cu o invocare exprimând ceea ce se „numește utopia rozacruciană”. Un manifest ulterior, Appellatio Fraternitatis Rosæ Crucis a fost emis în anul 2014, ca un apel la acțiune privind aceste teme. 

## Titluri onorifice
Frater Rosae Crucis
AMORC acordă titlul Frater Rosae Crucis membrilor inițiați în al zecelea grad al Ordinului. Se consideră că acești membri au atins un nivel superior de înțelegere a învățăturilor societății.